# Anatella stimulea
Anatella stimulea är en tvåvingeart som beskrevs av Eberhard Plassmann 1976. Anatella stimulea ingår i släktet Anatella och familjen svampmyggor. Inga underarter finns listade i Catalogue of Life.